# الذاكرة الموشومة
الذاكرة الموشومة هو كتاب لعالم الاجتماع والشاعر والروائي المغربي عبد الكبير الخطيب (1938-2009). صدر سنة 1984 عن المؤسسة العربية للدراسات والنشر ويقع في 144صفحة. تُرجم إلى الإنجليزية بعنوان Tattooed Memory، ما أتاح له حضورًا عالميًا.

## نبذة
تسرد السيرة مسارًا ذاتيًا ينطلق من ولادة الكاتب في مدينة الجديدة خلال الحرب العالمية الثانية، ويمتد عبر محطات الطفولة والمراهقة، وصولًا إلى المرحلة الجامعية في باريس. هذا المسار الشخصي يتشابك مع التجربة الجماعية للاستعمار الفرنسي في المغرب، ليكشف عن أثر الاستعمار العميق في تشكيل الهوية واللغة وتمثّل الجسد. تنتقل الرواية بين فضاءات مكانية وزمنية متعددة — الجديدة، الصويرة، مراكش، الدار البيضاء، فباريس — في ما يشبه خريطة رمزية لانكسارات الذات وتحوّلاتها. يناقش النص ثنائية الهوية المنقسمة بين الانتماء العربي الإسلامي والانجذاب إلى الثقافة الفرنسية، ويرمز إلى الجسد باعتباره حاملاً للذاكرة المعذبة ومرآةً للتجربة الاستعمارية. كما تتجلى روح التمرّد من خلال نقد جذري لآليات السيطرة الاستعمارية، ومساءلة أشكال التربية والتعليم التقليدي. أما الكتابة، فتُمارَس كفعل مقاومة رمزي، أشبه بـ"تفكيك بنيوي للثقافة المهيمنة"، تقلبُ به الروايةُ سلطة اللغة وتعيد ترسيم معالم الهوية والانتماء.

## شخصيات
- الراوي / الذات الكاتبة هو عبد الكبير الخطيبي نفسه، لكنه لا يقدّم نفسه كـ"بطل" بل كـ"ذات منقسمة"، تعيش بين لغتين وثقافتين.
- يمثل الذاكرة الموشومة، أي الجسد الذي يحمل آثار الاستعمار، الفقد، والهوية المزدوجة.
- يعيش تحولات من الطفولة إلى المراهقة ثم إلى النضج الفكري في باريس.
- الأم والخالة (السعدية) الأم: تمثل الحنان المفقود، إذ توفيت مبكرًا، وترك غيابها أثرًا عميقًا في نفس الطفل.
- الخالة "السعدية": تُقدَّم كـ"أم بديلة"، وهي شخصية محورية في مرحلة الطفولة، تمثل الأنوثة والحماية.
- الأب فقيه وخريج جامعة القرويين، يمثل السلطة الدينية والتقليدية.
- موته المبكر يفتح الباب أمام أسئلة الذات والهوية والفراغ الرمزي.
- المعلمون ورجال الدين يظهرون في الرواية كرموز لـالسلطة التعليمية والدينية التقليدية، وغالبًا ما يُنتقدون بسبب أساليب التلقين القاسية.
- النساء تظهر عدة نساء في الرواية، بعضهن رمزي، وبعضهن جسدي، يمثلن الأنوثة، الرغبة، واللغة.
- من بينهن "الحمامة الوديعة" التي ترمز إلى الخيبة العاطفية الأولى.
- الآخر الفرنسي لا يظهر كشخصية واحدة، بل كـ"نظام ثقافي" و"لغة مهيمنة".
- يُجسَّد من خلال رجال الشرطة، الأساتذة، والبيروقراطية الفرنسية، ويُمارَس عليه "النقد المزدوج".
- الذات المنقسمة شخصية رمزية تمثل الانشطار الداخلي بين "الأنا" و"الآخر"، بين الشرق والغرب، بين الجسد واللغة.[5]

## الأسلوب
يتميّز أسلوب عبد الكبير الخطيبي في الكتابة بفرادة يصعب تقييدها ضمن قوالب جاهزة في الأدب العربي والفرنكفوني، فهو لا يعتبر الكتابة مجرّد وسيلة للتعبير، بل يتعامل معها كفعل نحت وتفكيك للغة والهوية والذاكرة، حيث تلامس تخوم الفلسفة والفن والأنثروبولوجيا. يزاوج بين الأجناس الأدبية، فيدمج بين السيرة الذاتية، الرواية، الشعر، النقد، والسيميائيات، وينسج نصوصه وفق أسلوب "بين-بين"، كما وصفه عبد السلام بنعبد العالي، حيث يتأرجح بين الشرق والغرب، الدين والسحر، الفلسفة والأدب. يقوم مشروعه على "النقد المزدوج"، وهو تفكيك مزدوج للميتافيزيقا الغربية والعربية معًا، من موقع لا يهادن لا "الأنا" ولا "الآخر"، بل يسعى إلى حوار نقدي بينهما. لغته هجينة وشعرية، يكتب بالفرنسية ويدمج كلمات عربية ودارجة مغربية، مع توظيف المجاز والرمز وكسر القواعد النحوية أحيانًا لتوليد دلالات جديدة. يحتفي بالجسد بوصفه أول نص، ويجعل من الوشم أول كتابة، كما يتجلى ذلك في روايته "الذاكرة الموشومة" حيث يتحوّل الجسد إلى ذاكرة حية والكتابة إلى وشم رمزي. وتقوم كتابته أيضًا على التناص والتفكيك، حيث يعيد كتابة النصوص والخطابات الاستعمارية الفرنسية بأسلوب تهكمي وتفكيكي، من أجل زعزعة السلطة الرمزية للغة. في النهاية، يرى الكتابة كحالة وجودية، فضاء حرًا يتجاوز التصنيفات والهويات، ويربطها بالتقنية والفن بوصفها أدوات لإعادة التفكير في الذات والعالم

## خلفية
- كُتبت الرواية سنة 1971، في مرحلة ما بعد الاستقلال المغربي (1956)، ما يمنحها بُعدًا زمنيًا يعكس التحولات التي شهدها المجتمع. تُجسد الرواية آثار الاستعمار الفرنسي في بُعدها الشخصي والجسدي واللغوي، مسلطة الضوء على تشظي الهوية بين التراث العربي الإسلامي والتأثيرات الغربية المتسللة. تنتمي الرواية إلى حقل الأدب ما بعد الكولونيالي، حيث تتحول الكتابة إلى فعل مقاومة يعيد مساءلة مفاهيم الثقافة والسلطة. يتبلور مفهوم "النقد المزدوج" في هذا النص، وهو ما سيعمل الخطيبي على تعميقه لاحقًا في مشاريعه الفكرية، في نقد مزدوج للأنساق الغربية والعربية. تنفتح الرواية على مرجعيات مثل إدوارد سعيد وفانون، لكنها تحافظ على فرادة لغوية تخييلية وشعرية. وتُعد من أوائل النصوص المغربية المكتوبة بالفرنسية التي تمزج بين التخييل الذاتي والتفلسف الرمزي، متجاوزة النماذج السردية التقليدية. كما كان لها تأثير بالغ في مفكرين عالميين أمثال رولان بارت وجاك دريدا. وعلى المستوى الثقافي، فهي تكشف عن تعدد الهويات المغربية وتطرح قضايا شائكة، مثل الجسد والدين والجنسانية، مما وضعها في موقع المساءلة والنقد من أطراف متعددة..[2]

## الأثر
شهدت الرواية اهتمامًا نقديًا واسعًا، حيث انصبّت دراسات أكاديمية كثيرة على تحليل إشكاليات الهوية في سياق ما بعد الكولونيالية، مركّزة على الكيفية التي يتم بها تفكيك ثنائية المستعمِر/المستعمَر. كما استُثمرت مفاهيم الجسد واللغة باعتبارهما فضاءين للمقاومة الرمزية والثقافية، حيث تعبّر الرواية عن تمزّقات الذات وعلاقتها بالموروث وبالنموذج الثقافي المهيمن. وقد مثّلت الكتابة نفسها ممارسة نقدية تستهدف تفكيك أنساق الهيمنة وتأسيس خطاب بديل يُعيد التفكير في الذات والهوية خارج مركزيات ثقافية مهيمنة.